# Traian Demetrescu
Traian Demetrescu, pe numele său complet Traian Rafael Radu Demetrescu, cu pseudonimul literar Tradem, care semna ocazional și Traian Demetrescu-Tradem) (n. 3 noiembrie 1866, Craiova - d. 17 aprilie 1896, București) a fost un poet pre-simbolist. 
Remarcat de Alexandru Macedonski pentru poezia Ploaie din senin din „Vocea Oltului” (1882), acesta îi prefațează și primul volum, Poesii (1885). Va mai publica șase, cu titluri semnificative: Freamăte (1887), Amurg (1888), Cartea unei inimi (1890), Sensitive (1894), Acuarele (1896), și șase volume de proză, dintre care două romane și un volum de note critice. Devenit popular prin versurile și romanele lui, foarte citite la sfârșitul secolului trecut, anunță în poezie pe George Bacovia.

## Biografie
S-a născut la data de 3 noiembrie 1866, la Craiova, fiind al doilea copil, dintre cei șapte (patru băieți și trei fete) ai lui Radu Dumitru și Ioanei Anica. În romanul Iubita transpar multe note autobiografice.

Statuia lui Traian Demetrescu în parcul Cișmigiu din București (operă a sculptorului Filip Marin) Monument cod LMI B-III-m-B-20046

În perioada 1879-1880, după terminarea cursului primar, se înscrie elev în clasa I gimnazială la Liceul Carol I din Craiova. Neadaptându-se deloc cu mediul școlar, rămâne repetent, iar în anul următor nu mai frecventează cursurile decât o lună. În anul 1883-1884, termină abia clasa a III-a.
În anul 1883, ziarul „Clopotul” din Craiova îi publică o notă de frumoasă atitudine, de angajament civic, adresată unui amic. Tot acum îi apar primele poezii în ziarele craiovene „Alarma” și „Clopotul” (poeziile Durerei, Victoriei, Plânsul, Domnișoarei V., Poetul). 
În același an, publicând în „Vocea Oltului” poezia Ploaie din senin, este remarcat de poetul Alexandru Macedonski. Acesta îi publică apoi în revista “Literatorul” câteva poezii, printre care Meditațiune, Bătrânețe, Plânsul fericirii și Nenorocire. Primul volum de versuri al lui Traian Demetrescu, apărut sub pseudonimul, Tradem, a fost prefațat tot de mentorul său, Alexandru Macedonski. 
În octombrie 1884 îi apare primul său volum de versuri, Poesii, într-un tiraj de 500 de exemplare (deși pe pagina de gardă scria 1885), prefața fiind semnată de Alexandru Macedonski, datată 23 august 1884.
În 1886 se mută la București, din februarie până în iulie, locuind la Macedonski, pe Str. Dreaptă. Aici participă la vestitul cenaclu, prilej de a înțelege aria complexă, enciclopedică a temelor pe care le aborda poetul.
În 1887 îi apare al doilea volum de versuri, Freamăte, publicat la editura craioveană Tipografia Asociații Români. Între 16 noiembrie și 30 decembrie editează ziarul „Amicul libertății”, editând în total 8 numere. Majoritatea articolelor sunt semnate de Traian Demetrescu, ziarul având o orientare vizibil democratică.
În martie 1888, împreună cu G. D. Penicioiu, tipărește „Revista Olteană”, publicație „literară-științifică” (modernistă, democratică, în linia „Literatorului”). Aici poetul publică peste 20 de poezii originale, studii critice, trei traduceri de poezie, patru nuvele, portrete literare, cronici teatrale etc. În același an i se tipărește și cel de-al treilea volum de versuri, Amurg.
În anul 1891 o parte din opiniile, atitudinile și descrierile unor personalități ale timpului le adună în volumul Profile literare, pe care îl va publica la Editura Benvenisti din Craiova. În perioada 17-29 noiembrie 1891 și 26 aprilie - 8 mai 1892 are cele mai intense colaborări literare la ziarul „Economistul” din Craiova. Aici publică 15 materiale de critică, eseistică, tablete, corespondențe, cronici, 14 poeme în proză, 4 poezii sub titlul generic Pastele.
În 1892 se îmbolnăvește de ftizie, boala agravându-i-se treptat. Se întoarce, astfel, la Craiova, însă activitatea gazetărească îl acaparează până la a uita să-și mai îngrijească sănătatea.
În 1894, la Editura Librăriei H. Steinberg din București, i se tipărește volumul Sensitive, cu unele poezii preluate din volumele anterioare. Tot acum, între lunile 7 februarie și 23 mai, colaborează, alături de C. Mille, la „Evenimentul literar”. Încercând să-și îmbunătățească sănătatea, acesta călătorește prin Austria, Bavaria și Elveția.
În 1895 i se tipăresc, la Craiova, romanul Iubita și volumul de proze (nuvele) Priveliști din viață, ultima lucrare pe care autorul a mai supravegheat-o.

## Decesul
În 1896 boala i se accentuează văzând cu ochii, astfel că moare în ziua de 17 aprilie.

## Casă Memorială
La Craiova, pe strada Traian Demetrescu nr. 31, se găsește Casa Memorială Traian Demetrescu, în care sunt expuse obiecte care au aparținut scriitorului.

## Opera

### Antume
- Poesii (versuri), Craiova, Editura Samitca (1885), cu o prefață de Al. Macedonski
- Freamăte (versuri), Craiova, Editura Tipografia Asociații Români (1887);
- Amurg (versuri), Craiova, Editura Samitca (1888)
- Evoluția în literatură (conferință), Craiova, Editura Samitca (1889
- Cartea unei inimi (versuri), Craiova, Editura Samitca (1890)
- Săracii (versuri), Craiova, Editura Benvenisti (1890)
- Profile literare (note critice), Craiova, Editura Benvenisti (1891)
- Intim (proză), Craiova, Editura Samitca (1892) și ediția a II-a - București, Editura Steinberg (1894)
- Sensitive (versuri), București, Editura Steinberg (1894)
- Iubita (roman), Craiova, Editura Samitca (1895)
- Priveliști din viață (proză), Craiova, Editura Samitca (1895)

### Postume
- Cum iubim (roman), Craiova, Editura Samitca (1896)
- Aquarele (versuri), Iași, Editura Șaraga (1896), cu o prefață de A. Steuerman
- Simplu (proză), Craiova, Editura Samitca (1896)
- Nuvele postume, Craiova, Editura Benvenisti (1896
- Iubita (roman), București, Editura Librăriei Alcalay, seria B.P.T. (1908) (ediție nouă cu portretul și biografia autorului)
- Cum iubim (roman), București, Editura Librăriei Alcalay, seria B.P.T. (1908)
- Priveliști din viață (proză), București, Editura Librăriei Alcalay, seria B.P.T. (1912)
- Iubita, Cum iubim. Romane, București, Editura Minerva (1915)
- Nuvele și poezii, București, Editura Minerva (1916)